# Wurzelzeichen
| √                        | √                     |
| Mathematische Zeichen    | Mathematische Zeichen |
| Arithmetik               | Arithmetik            |
| ------------------------ | --------------------- |
| Pluszeichen              | +                     |
| Minuszeichen             | −, ⁒                  |
| Malzeichen               | ⋅, ×                  |
| Geteiltzeichen           | :, ÷, /               |
| Plusminuszeichen         | ±, ∓                  |
| Vergleichszeichen        | <, ≤, =, ≥, >         |
| Wurzelzeichen            | √                     |
| Prozentzeichen           | %                     |
| Analysis                 |                       |
| Summenzeichen            | Σ                     |
| Produktzeichen           | Π                     |
| Differenzzeichen, Nabla  | ∆, ∇                  |
| Prime                    | ′                     |
| Partielles Differential  | ∂                     |
| Integralzeichen          | ∫                     |
| Verkettungszeichen       | ∘                     |
| Unendlichzeichen         | ∞                     |
| Geometrie                |                       |
| Winkelzeichen            | ∠, ∡, ∢, ∟            |
| Senkrecht, Parallel      | ⊥, ∥                  |
| Dreieck, Viereck         | △, □                  |
| Durchmesserzeichen       | ⌀                     |
| Mengenlehre              |                       |
| Vereinigung, Schnitt     | ∪, ∩                  |
| Differenz, Komplement    | ∖, ∁                  |
| Elementzeichen           | ∈                     |
| Teilmenge, Obermenge     | ⊂, ⊆, ⊇, ⊃            |
| Leere Menge              | ∅                     |
| Logik                    |                       |
| Folgepfeil               | ⇒, ⇔, ⇐               |
| Allquantor               | ∀                     |
| Existenzquantor          | ∃                     |
| Konjunktion, Disjunktion | ∧, ∨                  |
| Negationszeichen         | ¬                     |

Das Wurzelzeichen (√) ist das in der mathematischen Notation verwendete Symbol für die Quadratwurzel einer Zahl bzw. für das Radizieren. Durch Angabe eines Wurzelexponenten werden mit Hilfe des Wurzelzeichens auch Wurzeln mit beliebigen Exponenten, beispielsweise Kubikwurzeln, notiert.

## Geschichte
Das Wurzelzeichen √ stammt wohl von dem kleinen Buchstaben r und steht für radizieren. Eine alternative Herkunft ist ein Punkt mit einem dekorativen Aufstrich, vergleichbar einer Viertelnote. Er wurde erstmals 1525 vom deutschen Mathematiker Christoph Rudolff verwendet. Die Verlängerung des r über den vollständigen Term – das Vinculum – wurde 1637 im Buch Discours de la méthode von Descartes eingeführt.
Die Hieroglyphe für die Quadratwurzel im alten Ägypten ist ein rechter Winkel. Diese Schreibweise wird in den Lahunpapyri verwendet.

## Traditionen des Formelsatzes
Die verschiedenen Traditionen des Formelsatzes lassen den oben genannten Ursprung mehr oder weniger deutlich zutage treten. Die Form des Wurzelzeichens im amerikanischen Formelsatz zeigt nur wenig Ähnlichkeit mit dem kleinen r. Besonders der schräge Abwärtsstrich an der linken Seite des Zeichens unterscheidet es von der Form in anderen Traditionen des Formelsatzes. Das Wurzelzeichen zeigt, abhängig von seiner Größe, leicht unterschiedliche Varianten, wie in der folgenden Formel zu sehen ist:
{\displaystyle {\sqrt {\sqrt[{n}]{\sqrt[{3}]{3}}}}\;.}
Das Wurzelzeichen im deutschen und russischen Formelsatz hingegen zeigt größenunabhängig immer dieselbe Form. Die deutsche Form des Wurzelzeichens ähnelt sehr stark dem Kleinbuchstaben r. Der linke Anstrich hat jedoch nicht notwendigerweise dieselbe Höhe wie der Strich über dem Radikanden, wie im Bild Deutsche Form des Wurzelzeichens dargestellt, so dass der Übergang zur russischen Form fließend ist.
Das Wurzelzeichen im russischen Formelsatz zeigt eine Form, die Eigenschaften sowohl der deutschen als auch der amerikanischen Form hat.

Deutsche Form des Wurzelzeichens, in DIN-Normen typisch so verwendet
Russische Form des Wurzelzeichens
Von TeX gesetzte Wurzel

## Webtypographische Darstellung
Probleme mit diesem speziellen Zeichen ergeben sich bei der elektronischen Darstellung, denn es lässt sich in der Regel nicht direkt über die Tastatur eingeben. Wird das Wurzelsymbol in Unicode oder HTML als Schriftzeichen eingegeben, ergibt sich dabei das Problem, dass der Radikand nicht „unter“ der Wurzel steht, weil der Letternsatz kein sinnvolles Weiterziehen des Wurzelzeichens erlaubt.
| Zeichen | Unicode  | Unicode     | Bezeichnung   | HTML        | HTML    | HTML    | LaTeX    |
| Zeichen | Position | Bezeichnung | Bezeichnung   | hexadezimal | dezimal | benannt | LaTeX    |
| ------- | -------- | ----------- | ------------- | ----------- | ------- | ------- | -------- |
| √       | U+221A   | square root | Quadratwurzel | &#x221a;    | &#8730; | &radic; | \sqrt    |
| ∛       | U+221B   | cube root   | Kubikwurzel   | &#x221b;    | &#8731; |         | \sqrt[3] |
| ∜       | U+221C   | fourth root | Vierte Wurzel | &#x221c;    | &#8732; |         | \sqrt[4] |